# Вандомская колонна
Вандо́мская коло́нна (фр. la colonne Vendôme) — парижская «колонна Побед» (прежнее название) Великой армии на Вандомской площади в 1-м округе Парижа, воздвигнутая по декрету Наполеона I от 1 января 1806 года, в память побед, одержанных им в кампанию 1805 года. Возводилась с 25 августа 1806 года по 15 августа 1810 года. Проект архитекторов Ж. Гондуэна и Ж.-Б. Лепера.
Колонна, подражание Траяновой колонне в Риме, якобы выполненная из металла сотен пушек, взятых Великой армией у неприятелей, — русских и австрийцев, на самом деле, выполнена из камня и обложена бронзовыми барельефами. Это видно на фотографии разрушенной колонны. Её высота 44,3 м, диаметр 3,6 м. Колонна винтообразно — полосой длиной 280 м, насчитывающей 22 витка — обложена бронзой из 425 барельефов работы Лепера, на которых изображены действия кампании 1805 года. Внутренняя лестница позволяет подняться наверх. Вершина колонны обнесена галереей, посредине которой возвышается статуя Наполеона, уже третья в истории колонны. Она выполнена скульптором Огюстом Дюмоном и представляет Наполеона в виде древнеримского императора, задрапированного в короткий плащ и имеющего знаки славы — меч, крылатую богиню победы и императорский лавровый венок.

## История
Колонна, отлитая из австрийских и русских пушек, взятых в битве под Аустерлицем, по образцу колонны Траяна была установлена в 1807 году на месте бронзовой статуи Людовика XIV работы скульптора Жирардона, простоявшей там ровно сто лет с 12 августа 1692 года по 12 августа 1792 года. 
Колонна была установлена по желанию Наполеона со статуей императора, созданной скульптором Антуаном Дени Шоде и 76 скульптурными рельефами работы художника Давида по эскизам Бержере. Сооружение памятника стоило 2 миллиона франков.
После взятия союзниками Парижа в 1814 году первая статуя Наполеона была снята и заменена на белый флаг Бурбонов с лилиями. В 1818 году её расплавили и сделали статую Генриха IV на Новом мосту.
В 1833 году, после Июльской революции, Луи-Филипп I приказал сделать новую статую Наполеона и водрузить её на колонну. Она была выполнена скульптором Сёрром. Наполеон представлен в известной своей двууголке, в сюртуке, надетом поверх мундира, со зрительной трубой в правой руке. В 1863 году Наполеон III, опасаясь, что высокохудожественная статуя может пострадать от непогоды, распорядился снять её и выставить в Доме Инвалидов, поближе к гробнице Наполеона I, а для колонны сделать копию.
Вандомская колонна с восстановленной статуей Наполеона I стала, с одной стороны, символом поклонения бонапартистов, с другой — объектом критики противников Наполеона. Например, Гейне осуждал этот памятник как прославление милитаризма. Знаменитые французские поэты О. Барбье и А. Ламартин также выражали своё негодование. Требовали разрушения колонны философ Конт, публицисты П. Ланжаллэ и П. Корье.
Карл Маркс в политическом памфлете 18 брюмера Луи Бонапарта 1852 года предсказал крах Вандомской колонны задолго до того, как это произошло. Брошюра, резко критикующая политическую фигуру Наполеона III, заканчивается словами: «но если императорская мантия наконец упадет на плечи Луи Бонапарта, бронзовая статуя Наполеона низвергнется с высоты Вандомской колонны». В 1871 году Карл Маркс с удовлетворением приветствовал выполнение своего исторического пророчества.

### Время Парижской коммуны
Самые драматические события ждали колонну в дни Парижской коммуны в 1871 году. Известный художник Гюстав Курбе ещё с момента падения Второй империи в сентябре 1870 года высказывался за снос колонны, производящей «впечатление кровавого ручья в мирном саду», и за то, чтобы перенести этот памятник на эспланаду Дома инвалидов и установить на пустынном месте, посещаемом главным образом военными. Во время Коммуны Курбе оказался комиссаром по культуре и был близок к осуществлению своей мечты. Но общественное мнение Парижа требовало полного уничтожения колонны.
12 апреля 1871 года Коммуна, по предложению Ф. Пиа, приняла декрет:

«Парижская Коммуна, считая, что императорская колонна на Вандомской площади является памятником варварству, символом грубой силы и ложной славы, утверждением милитаризма, отрицанием международного права, постоянным оскорблением побеждённых со стороны победителей, непрерывным покушением на один из трёх великих принципов Французской республики — Братство, постановляет:
Статья первая и единственная. — Колонна на Вандомской площади будет разрушена».

18 мая 1871 года колонна была повалена на землю при огромном стечении народа.
После поражения Коммуны новое правительство восстановило колонну и статую Наполеона I и обязало Курбе по суду оплатить издержки. Имущество художника было распродано, но и после выхода из тюрьмы он был обязан платить 10 000 франков каждый год. Это заставило его удалиться в Швейцарию, где он и умер в 1877 году, отказавшись возвращаться во Францию, пока не будет объявлена всеобщая амнистия. 